# Obřanská stráň
Obřanská stráň je přírodní památka v okrese Brno-město. Důvodem ochrany jsou skalnaté svahy se stepními trávníky a výskytem na ně vázaných teplomilných druhů rostlin, jako je například koniklec velkokvětý, křivatec rolní, třešeň křovitá, pipla osmahlá, mochna písečná či pryšec mnohobarvý. Pozoruhodností je výskyt několika druhů kavylů.

## Geologie
Podloží přírodní památky je tvořeno amfibol-biotitickým granodioritem typu Blansko, který náleží brněnskému masivu a je překryt sprašemi. Půdy zastupují rankery a kambizem typická (nasycená).

## Flóra
K teplomilným druhům rostlin patří hvězdnice chlumní (Aster amellus), kavyl chlupatý (Stipa dasyphylla), kavyl Ivanův (Stipa joannis), kavyl sličný (Stipa pulcherrima), kavyl tenkolistý (Stipa tirsa), kavyl vláskovitý (Stipa capillata), koniklec velkokvětý (Pulsatilla grandis), kručinkovec poléhavý (Corothamnus procumbens), lomikámen trojprstý (Saxifraga tridactylites), modřenec chocholatý (Muscari comosum), oman oko Kristovo (Inula oculus-christi), pochybek prodloužený (Androsace elongata), rozrazil časný (Veronica praecox), růže galská (Rosa gallica), zlatovlásek obecný (Linosyris vulgaris), v keřovém patru v okolí travnatých ploch je zastoupen dřín jarní (Cornus mas), ptačí zob obecný (Ligustrum vulgare), svída krvavá (Cornus sanguinea) či vzácná třešeň křovitá (Cerasus fruticosa).

## Fauna
Početná je tu populace ještěrky obecné (Lacerta agilis), ze zástupců hmyzu je to kobylka křídlatá (Phaneroptera falcata), saranče modrokřídlá (Oedipoda coerulescens), některé druhy čmeláků a můra pestroskvrnka březnová (Valeria oleagina).